# Antigua i Barbuda na Letnich Igrzyskach Olimpijskich 1996
Antiguę i Barbudę na Letnich Igrzyskach Olimpijskich 1996 reprezentowało 13 zawodników, 8 mężczyzn i 5 kobiet.

## Kolarstwo
Mężczyźni
- Rory Gonsalves
  - kolarstwo górskie  – nie ukończył

## Kajakarstwo
Mężczyźni
- Pieter Lehrer, Jacob Lehrer
  - C-2 100 m – odpadli w eliminacjach

Kobiety
- Heidi Lehrer
  - K-500 m – odpadła w eliminacjach

## Lekkoatletyka
Mężczyźni
- N'Kosie Barnes, Michael Terry, Mitchell Browne, Howard Lindsay
  - Sztafeta 4 × 400 – odpadli w eliminacjach

Kobiety
- Heather Samuel
  - Bieg na 100 m – odpadła w eliminacjach
  - Bieg na 200 m – odpadła w eliminacjach

- Sonia Williams, Dine Potter, Charmaine Thomas, Heather Samuel
  - Sztafeta 4 × 100 – odpadły w eliminacjach
  - Sztafeta 4 × 400 – odpadły w eliminacjach

## Żeglarstwo
Mężczyźni
- James Karl
  - Laser – 43. miejsce